# Velzic
Velzic é uma comuna francesa na região administrativa de Auvérnia-Ródano-Alpes, no departamento de Cantal. Estende-se por uma área de 11,38 km². Em 2010 a comuna tinha 439 habitantes (densidade: 38,6 hab./km²).